# Huis de Baillet Latour

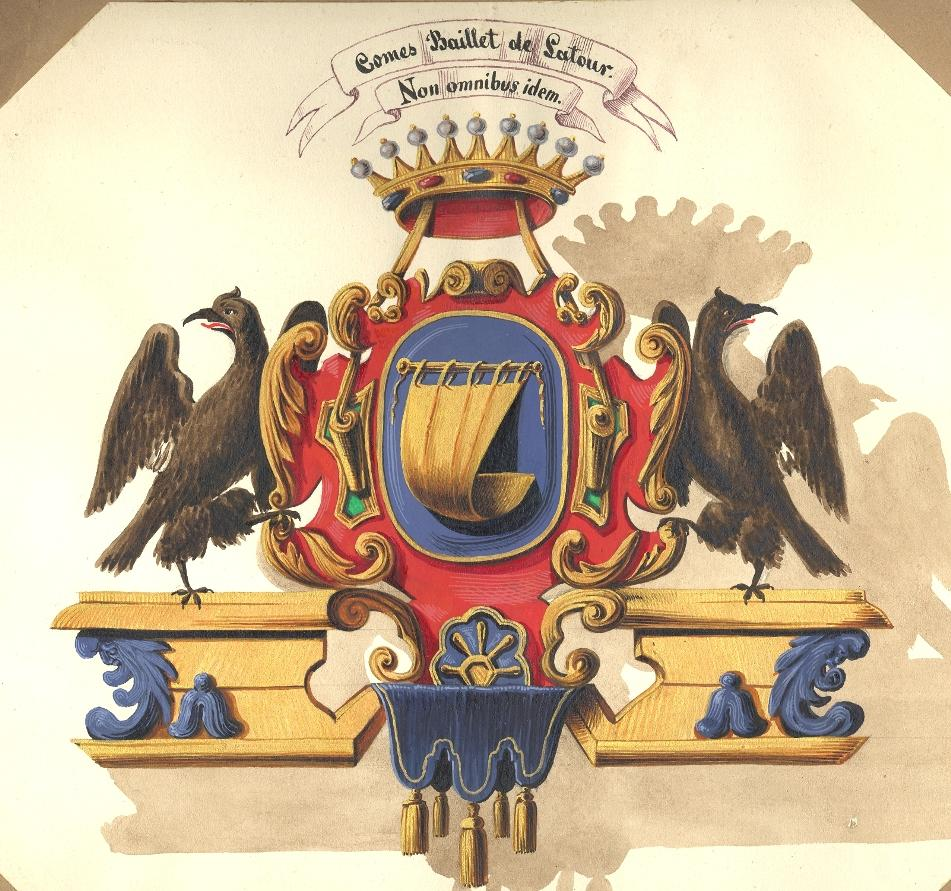
Wapen van Huis de Baillet Latour

De Baillet Latour is een in 1998 uitgestorven Belgische adellijke familie die de titel van graaf voerde.

## Oorsprong en ontwikkeling
In 1674 werd Maximilien Antoine Baillet (1683-17..), heer van Latour, ontvanger-generaal van Luxemburg, verheven tot de adelstand. Van dan af wordt de familienaam de Baillet.
Zijn jongere zoon Christophe Ernest de Baillet, bekleedde belangrijke posities in de Zuidelijke Nederlanden en werd daarvoor in 1719 verheven tot graaf.
Een achterkleinzoon van Maximilien Antoine, Jean-Baptiste, kreeg in 1744 de titel graaf. Hij was de vader van Maximiliaan en Louis, de stichters van respectievelijk de Oostenrijkse en de Zuid-Nederlandse (later Belgische) tak. Hun oom Bonaventure de Baillet trouwde met een lid van het huis Cogels en stichtte zo de Antwerpse tak van de familie. Deze veranderde in 1891, na het uitsterven van de hoofdtak, de naam in de Baillet Latour. Uiteindelijk zou ook deze tak in 1998 uitsterven.
Een jongere tak van de familie, in het bezit van de heerlijkheid Merlemont, en daarom de Baillet-Merlemont genaamd, werd in 1740 geadeld, en kreeg in 1754 de titel burggraaf. Deze tak stierf in mannelijke lijn uit in 1809.
Na de afschaffing van de adel in de Zuidelijke Nederlanden in 1795, werden de leden ervan vanaf 1815 weer hersteld in rang, waarbij de meesten hun adellijke status bevestigden:
- Louis de Baillet la Tour (1753-1836), verkreeg in 1824 erkenning van erfelijke adel, met de titel graaf, overdraagbaar bij eerstgeboorte (familietak uitgedoofd in zijn zoon Georges de Baillet Latour (1802-1882), volksvertegenwoordiger).
- Charles de Baillet (1780-1843), verkreeg in 1816 erkenning van erfelijke adel met de titel graaf, overdraagbaar bij eerstgeboorte, en de benoeming in de ridderschap van de provincie Antwerpen. Uitgedoofd in 1908.
- Henri de Baillet (1785-1869), verkreeg in 1816 erkenning van erfelijke adel en benoeming in de ridderschap van Zuid-Brabant. In 1827 toekenning van de persoonlijke titel graaf, in 1846 uitgebreid tot al zijn afstammelingen. Rond 1900 uitgedoofd in zijn zoon Edmond de Baillet.
- Joseph de Baillet (1787-1864), verkreeg in 1818 erfelijke adel met de titel graaf. Familietak uitgestorven in mannelijke lijn in 1864.
- Ferdinand de Baillet (1789-1842), verkreeg in 1816 erkenning in de erfelijke adel en benoeming in de ridderschap van de provincie Antwerpen. In 1827 werd hem de persoonlijke titel graaf toegekend. Uitgedoofd in 1980.
- Augustin de Baillet (1794-1866), verkreeg in 1816 erkenning in de erfelijke adel met persoonlijke titel graaf en benoeming in de ridderschap van Antwerpen. Uitgestorven in 1866.
- Hyacinthe de Baillet (1798-1861), verkreeg in 1826 erkenning in de erfelijke adel en in 1827 de persoonlijke titel graaf. Uitgestorven in 1861.
- Jacques de Baillet (1799-1831), verkreeg in 1827 erkenning in de erfelijke adel en in 1828 de persoonlijke titel graaf. Uitgetorven in 1831.

## Leden

### Oostenrijk
- Christophe Ernest de Baillet (1668-1732), magistraat, in 1719 verheven tot graaf
- Maximiliaan de Baillet Latour (1737-1806), veldmaarschalk in het Oostenrijkse leger
  - Theodore Baillet von Latour (1780-1848), Oostenrijks minister van Oorlog

### Zuidelijke Nederlanden
- Maximiliaan-Antoine de Baillet (1683-17..), heer van Latour, x Marie-Josèphe de l'Escalante
  - Jean-Baptiste de Baillet Latour (1711-17..) x Marie-Françoise de Sales de Rosières
    - Louis de Baillet Latour (1753-1836), generaal in het Oostenrijkse, vervolgens in het Franse leger, x Charlotte-Angelique de Baillet de Merlemont
      - Georges de Baillet Latour (1802-1882), Belgisch volksvertegenwoordiger, x Anne Maret de Bassano

  - Bonaventure de Baillet (1715-1760), x Marie-Thérèse Cogels
    - Jean de Baillet (1757-1815), afgevaardigde in het soeverein congres van 1790, burgemeester van Antwerpen x Thérèse du Bois de Vroylande
      - Charles de Baillet (1780-1843), lid van de provinciele staten van Antwerpen, bestuurder van de Banque d'Anvers, x Jeanne Guyot
        - Léon Charles de Baillet (1812-1884), provinciegouverneur van Namen (1853-1875)

      - Henri Jean de Baillet (1785-1869), directeur van de Société Générale, bestuurder van de Nationale Bank van België, x Marie d'Hanosset
      - Joseph de Baillet (1787-1864), lid van het Nationaal congres, senator, x Marie-Julie Osy
      - Ferdinand de Baillet (1789-1842), provinciegouverneur van West-Vlaanderen (1826-1830), x Catherine Moretus
        - Alfred de Baillet (1823-1889) x Gabrielle de Pret de Calesberg
          - Ferdinand de Baillet Latour (1850-1925), gouverneur van Antwerpen, senator, x Caroline d'Oultremont
            - Henri de Baillet Latour (1876-1942), voorzitter van het Internationaal Olympisch Comité, x Elisabeth de Clary und Aldringen
              - Guy de Baillet Latour (1905-1941), ambtenaar bij de Belgische regering in Londen, x Marianna Dunn (1915-1987)
                - Elisalex de Baillet Latour (1939-1998), laatste telg van het geslacht

            - Louis de Baillet Latour (1878-1953), x Antoinette de Spoelberch (1880-1943)
              - Alfred de Baillet Latour (1901-1980), mecenas, voorzitter van de Brouwerijen Artois Internationaal

      - Augustin de Baillet (1794-1866), lid van de gedeputeerde staten van Antwerpen, x Joséphine Moretus (1791-1874)
      - Hyacinthe de Baillet (1798-1861), Belgisch volksvertegenwoordiger
      - Jacques de Baillet (1799-1831), x Sophie de Vos de Hamme (1787-1847)

## Fonds
De naam van de familie leeft verder in het "Fonds Baillet Latour", beheerd door de Koning Boudewijnstichting. Het fonds Baillet Latour wil "de menselijke excellentie in België aanmoedigen, bevorderen en stimuleren". Thomas Leysen is er voorzitter.

## Straatnamen
- In Zemst is een straat naar een van de familieleden genoemd: de Graaf de Bailletstraat.
- In Brasschaat is een straat naar de familie genoemd: de Baillet Latourlei.